# Cyrtandra filipes
Cyrtandra filipes är en tvåhjärtbladig växtart som beskrevs av Wilhelm B. Hillebrand. Cyrtandra filipes ingår i släktet Cyrtandra och familjen Gesneriaceae. Inga underarter finns listade i Catalogue of Life.